# Championnat de Guinée-Bissau de football 1984-1985
Navigation
Édition précédente Édition suivante
La saison 1984-1985 du Championnat de Guinée-Bissau de football est la onzième édition de la Primeira Divisião, le championnat de première division en Guinée-Bissau. Seize équipes se retrouvent au sein d'une poule unique où elles s'affrontent à deux reprises. Il n'y a ni promotion, ni relégation en fin de saison.
C'est le club de l'UDI Bissau qui remporte la compétition en terminant en tête du classement final, avec quatre points d'avance sur le double tenant du titre, le Sporting Clube de Bissau et six sur le Sporting Clube de Bafatá. Il s'agit du tout premier titre de champion de Guinée-Bissau de l'histoire du club, qui réalise même le doublé après avoir battu le Sport Bissau e Benfica en finale de la Coupe de Guinée-Bissau.

## Les clubs participants
- Sporting Clube de Bissau
- UDI Bissau
- Sport Bissau e Benfica
- Ténis Clube de Bissau
- Desportivo de Gabú
- Clube de Futebol "Os Balantas"
- Ajuda Sport de Bissau
- Estrela Negra de Bolama
- Desportivo Recreativo Cultural de Farim
- Bula Futebol Clube
- Futebol Clube de Cantchungo
- Futebol Clube de Tombali
- Estrela Negra de Bissau
- Futebol Clube de Quinara
- Atlético Clube de Bissorã
- Sporting Clube de Bafatá

## Compétition

### Classement
Le classement est établi sur le barème de points suivant : victoire à 2 points, match nul à 1, défaite à 0.
| Rang | Équipe                                  | Pts | J  | G  | N  | P  | Bp | Bc | Diff |
| ---- | --------------------------------------- | --- | -- | -- | -- | -- | -- | -- | ---- |
| 1    | UDI BissauC                             | 53  | 30 | 25 | 3  | 2  | 87 | 29 | +58  |
| 2    | Sporting Clube de BissauT               | 49  | 30 | 21 | 7  | 2  | 83 | 25 | +58  |
| 3    | Sporting Clube de Bafatá                | 47  | 30 | 20 | 7  | 3  | 67 | 22 | +45  |
| 4    | Estrela Negra de Bissau                 | 39  | 30 | 16 | 7  | 7  | 57 | 35 | +22  |
| 5    | Sport Bissau e Benfica                  | 39  | 30 | 14 | 11 | 5  | 50 | 24 | +26  |
| 6    | Ténis Clube de Bissau                   | 28  | 30 | 10 | 8  | 12 | 47 | 59 | -12  |
| 7    | Ajuda Sport de Bissau                   | 26  | 30 | 10 | 6  | 14 | 41 | 57 | -16  |
| 8    | Clube de Futebol "Os Balantas"          | 26  | 30 | 8  | 10 | 12 | 39 | 45 | -6   |
| 9    | Desportivo Recreativo Cultural de Farim | 26  | 30 | 9  | 8  | 13 | 45 | 60 | -15  |
| 10   | Futebol Clube de Tombali                | 25  | 30 | 10 | 5  | 15 | 37 | 42 | -5   |
| 11   | Desportivo de Gabú                      | 25  | 30 | 8  | 9  | 13 | 46 | 47 | -1   |
| 12   | Futebol Clube de Cantchungo             | 24  | 30 | 9  | 6  | 15 | 43 | 58 | -15  |
| 13   | Estrela Negra de Bolama                 | 21  | 30 | 7  | 7  | 16 | 37 | 59 | -22  |
| 14   | Bula Futebol Clube                      | 21  | 30 | 7  | 7  | 16 | 30 | 45 | -15  |
| 15   | Futebol Clube de Quinara                | 17  | 30 | 6  | 5  | 19 | 30 | 65 | -35  |
| 16   | Atlético Clube de Bissorã               | 14  | 30 | 3  | 8  | 19 | 28 | 86 | -58  |

|  | Qualification pour la Coupe des clubs champions africains 1986 |
|  | Qualification pour la Coupe des Coupes 1986                    |
|  | Qualification pour la Coupe de l'UFOA 1986                     |
|  | T : Tenant du titre C : Vainqueur de la Coupe de Guinée-Bissau |

## Bilan de la saison
| Championnat de Guinée-Bissau de football 1984-1985 |                          |
| Champion                                           | UDI Bissau (2e titre)    |
| Coupes et trophées                                 |                          |
| Vainqueur de la Coupe de Guinée-Bissau 1984-1985   | UDI Bissau               |
| Qualifications continentales                       |                          |
| Coupe des clubs champions africains 1986           | UDI Bissau               |
| Coupe des Coupes 1986                              | Sport Bissau e Benfica   |
| Coupe de l'UFOA 1986                               | Sporting Clube de Bissau |
| Promotions et relégations                          |                          |
| Promus en Primeira Divisião                        | Aucun                    |
| Relégués en Segunda Divisião                       | Aucun                    |